# Erkkijärvi
Erkkijärvi är en sjö i Kiruna kommun i Lappland och ingår i Torneälvens huvudavrinningsområde. Sjön är 4,9 meter djup, har en yta på 0,109 kvadratkilometer och är belägen 272,2 meter över havet.

## Delavrinningsområde
Erkkijärvi ingår i det delavrinningsområde (751858-174219) som SMHI kallar för Mynnar i Torneälvens vattendragsyta. Medelhöjden är 275 meter över havet och ytan är 20,28 kvadratkilometer. Räknas de 6 avrinningsområdena uppströms in blir den ackumulerade arean 133,33 kvadratkilometer. Pysäjoki som avvattnar avrinningsområdet har biflödesordning 2, vilket innebär att vattnet flödar genom totalt 2 vattendrag innan det når havet efter 318 kilometer. Avrinningsområdet består mestadels av skog (70 procent) och sankmarker (14 procent). Avrinningsområdet har 1,74 kvadratkilometer vattenytor vilket ger det en sjöprocent på 8,6 procent.